# 교바시구
교바시구(일본어: 京橋区 きょうばしく[*])는 도쿄도에 설치되었던 구로, 지금은 주오구의 일부이다.

## 역사
- 1878년 11월 2일, 도쿄부 교바시구 설치
- 1889년 5월 1일, 시제 시행으로 도쿄시 교바시구가 됨.
- 1943년 7월 1일, 도쿄도제 시행으로 도쿄도 교바시구가 됨.
- 1947년 3월 15일, 니혼바시구와 교바시구 구역을 합쳐 주오구를 설치함.

## 교통

### 철도
- 도쿄 지하철도 (→제도고속도교통영단, 현 도쿄 메트로
  - 도쿄메트로도선
- 도쿄도 교통국
  - 도쿄도 전차